# Plac Króla Zygmunta Starego w Grodzisku Mazowieckim
Plac Króla Zygmunta Starego – jeden z placów Grodziska Mazowieckiego, znajdujący się w centrum miasta, w sąsiedztwie Placu Wolności oraz ulicy Żyrardowskiej.

## Opis
Plac Króla Zygmunta Starego znajduje się w samym centrum Grodziska Mazowieckiego, przecina go ulica Żyrardowska, która w tym miejscu łączy się z ulicą Sienkiewicza (obie drogi w ciągu DW719). W budynkach wokół placu znajduje się duża liczba lokali handlowo-usługowych. Wśród obiektów przy placu Króla Zygmunta Starego znajdują się Kościół św. Anny oraz grodziski Dom Rzemiosła.
Obecnie (2023), zrewitalizowano go wraz z Placem Wolności oraz ulicą 11 Listopada tworząc spójną całość, zasadzono szereg nowych drzew i krzewów.